# Louis Nicolas Davout
Louis Nicolas d'Avout (Annoux (Yonne), 1770. május 10. – Savigny-sur-Orge (Essonne), 1823. június 1.) ismertebb nevén Davout, Auerstädt és Eggmühl hercege (Duc d'Auerstaedt, prince d'Eckmühl), francia tábornok, a napóleoni háborúk marsallja.

## Életpályája
Davout szegény életvitelű, köznemesi családba született. Katonai tanulmányait Auxerre-ben, majd Párizsban végezte. A párizsi intézménynek előző évben Napóleon is diákja volt. 1787-ben kezdte katonai pályafutását apja hajdani lovasezredének hadnagyaként. Az 1789-ben kitört forradalom eszméi nagy hatással voltak rá, emiatt először zárkára ítélték, majd elbocsátották a királyi ezredtől. Így önkéntesnek állt, 1791-ben egy önkéntes zászlóalj parancsnoka lett, hősiesen harcolt a jemappes-i és neerwindeni csatákban. Amikor felettese, Dumouriez dezertált, katonáit hazafias szónoklatában a további ellenállásra szólította föl.
1793-ban tábornokká léptették elő, azonban ott kellett hagynia a hadsereget, mivel a jakobinus hatalomátvételt követően hozott új törvények kizárták a nemeseket a hadseregből. Hamarosan visszanyerte állását és 1795-ben már az egyesített rajnai hadseregben harcolt. Mannheimnél fogságba került, a hadifogságot önkéntes visszavonulássá változtathatta (akkoriban ezt lehetett), 1796 nyarán visszatérhetett, és ezután a Moreau vezetésével végrehajtott rajnai átkelés során tűnt ki 1796. április 20-án. A következő állomása az egyiptomi hadjárat idején az expedíciós hadsereg volt, ahová a Rajna-(Moselle-i)-hadseregnél barátjává vált Desaix tábornok közbenjárására kerülhetett. E hadjárat során figyelt fel rá Napóleon.
1800-ban a marengói csatát követően az itáliai hadsereg lovasságának főparancsnoka s Napóleon trónra léptekor Franciaország marsallja és a császári gárdák parancsnoka lett. A harmadik koalíciós háború kitörése után, 1805-ben az austerlitzi csatában  a francia csapatok jobbszárnyát vezette, majd 1806-ban egy másik jelentős csatában, az auerstädtiban az ő érdeme volt a porosz derékhad áttörése, amiért megkapta az Auerstädt hercege címet. Részt vett még az eylaui, heilsbergi és friedlandi csatákban, mire Napóleon a varsói nagyhercegség főkormányzójává nevezte ki.

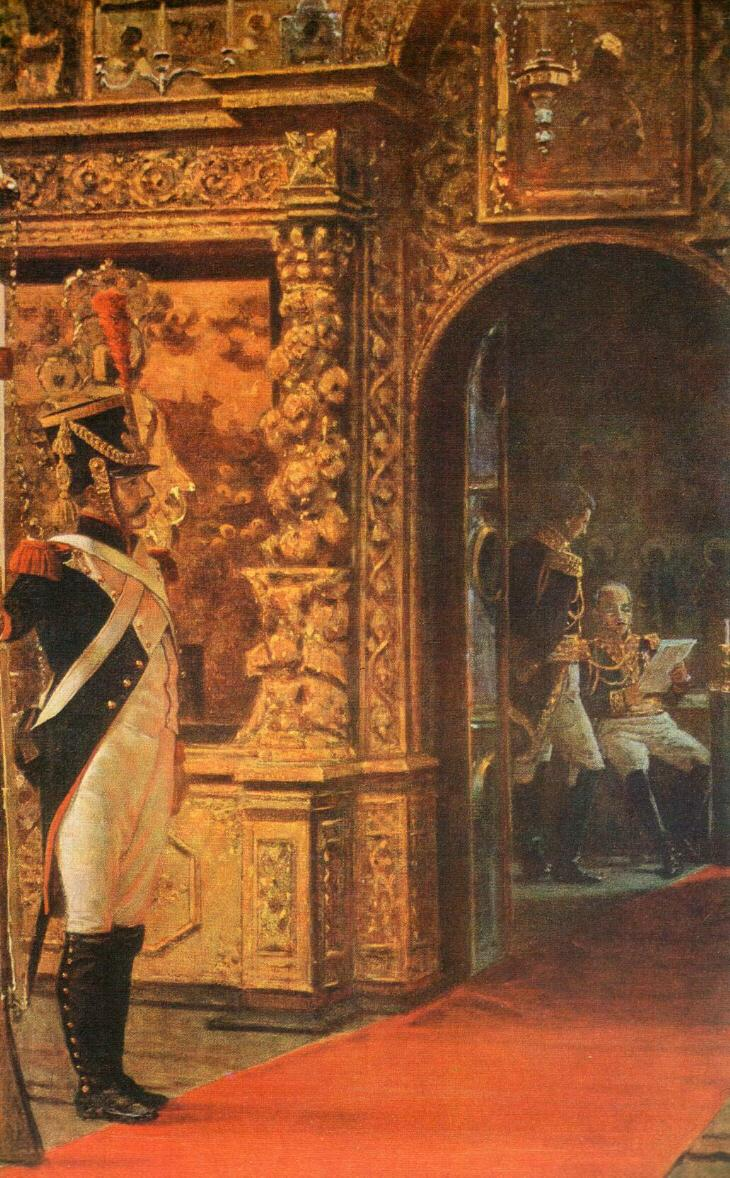
Davout a moszkvai Csudov monostorban

1809. április 22-én Eckmühl mellett fényes győzelmet aratott, a wagrami csatát pedig eldöntötte a lovasságával végrehajtott megkerülő manőverrel. A békekötés után Bonaparte Eckmühl hercegévé, 1811-ben pedig az alsó Elba-département főkormányzójává tette. Az 1812-es orosz hadjáratban az I. hadtest vezéreként a július 23-án és 27-én vívott mohilevi és vitebszki ütközetekben tűnt ki. Borogyinónál a csata kezdeti időszakában megsérült, mikor kilőtték alóla a lovat. A szerencsétlen hadjárat és a visszavonulás után Szászországban szervezte újjá csapatait s az alsó Elba felé vette útját. 1813. május 31-én megszállta a Tettenborn orosz tábornokhoz átpártolt Hamburg városát, amellyel  rendkívüli szigorral bánt. 48 millió frank hadisarcot hajtott be a városon, November 5-én elfoglalta a bankot, melyben 7,5 millió márka volt s az év végéig több mint húsz ezer embert kergetett ki a városból, többeket főbe lövetett és mintegy 8000 lakást felgyújtatott. Hamburg elfoglalása után sikerrel védte a várost, melyet a szövetséges csapatok teljesen körülzártak. A várost csak 1814. május 31-én XVIII. Lajos parancsára adta fel, miután hadseregének java a folytonos küzdelmek, nélkülözések és betegségek miatt majdnem teljesen elpusztult.
Napóleon 1815-ös visszatérése során a császárság hadügyminisztere lett. A waterlooi csata idején a hadait a Loire mögé vonta vissza. Itt azután július 14-én meghódolt XVIII. Lajosnak s a parancsnokságot Macdonald marsallnak adta át. A kiváló hadvezért, aki pályafutása során egyetlen csatát vagy ütközetet sem vesztett el, 1819-ben „Franciaország pairjévé” nevezték ki. 1822-től haláláig egy Párizs környéki kisváros polgármestere volt.

## Fordítás
- Ez a szócikk részben vagy egészben  a   Louis-Nicolas Davout című angol Wikipédia-szócikk fordításán alapul.  Az eredeti cikk szerkesztőit annak laptörténete sorolja fel. Ez a jelzés csupán a megfogalmazás eredetét és a szerzői jogokat jelzi, nem szolgál a cikkben szereplő információk forrásmegjelöléseként.